# Малібу (місто)
Малібу (англ. Malibu) — місто в США, в окрузі Лос-Анджелес штату Каліфорнія. Населення — 10 654 особи (2020).

## Географія
Малібу розташований за координатами 34°2′12″ пн. ш. 118°46′53″ зх. д. / 34.03667° пн. ш. 118.78139° зх. д. (34.036697, -118.781449).  За даними Бюро перепису населення США в 2010 році місто мало площу 51,35 км², з яких 51,24 км² — суходіл та 0,11 км² — водойми.

### Клімат
| Клімат : Малібу              | Клімат : Малібу | Клімат : Малібу | Клімат : Малібу | Клімат : Малібу | Клімат : Малібу | Клімат : Малібу | Клімат : Малібу | Клімат : Малібу | Клімат : Малібу | Клімат : Малібу | Клімат : Малібу | Клімат : Малібу | Клімат : Малібу |
| Показник                     | Січ.            | Лют.            | Бер.            | Квіт.           | Трав.           | Черв.           | Лип.            | Серп.           | Вер.            | Жовт.           | Лист.           | Груд.           | Рік             |
| Абсолютний максимум, °C      | 29,4            | 31,7            | 32,2            | 37,2            | 31,1            | 33,3            | 32,8            | 35,0            | 40,0            | 37,2            | 37,8            | 31,7            | 40,0            |
| Середній максимум, °C        | 17,5            | 17,1            | 17,3            | 17,6            | 18,4            | 19,6            | 21,2            | 21,8            | 21,7            | 21,2            | 19,6            | 17,6            | 19,2            |
| Середній мінімум, °C         | 10,4            | 10,9            | 11,8            | 12,7            | 13,8            | 15,3            | 17,1            | 17,4            | 15,4            | 14,9            | 12,9            | 10,5            | 13,6            |
| Абсолютний мінімум, °C       | 1,1             | 1,7             | 0,6             | 3,9             | 6,1             | 7,2             | 10,6            | 11,1            | 6,7             | 5,6             | 2,8             | 1,1             | 0,6             |
| Норма опадів, мм             | 72              | 87              | 50              | 17              | 5               | 1               | 0               | 1               | 3               | 13              | 27              | 48              | 324             |
| ---------------------------- | --------------- | --------------- | --------------- | --------------- | --------------- | --------------- | --------------- | --------------- | --------------- | --------------- | --------------- | --------------- | --------------- |
| Джерело: The Weather Channel |                 |                 |                 |                 |                 |                 |                 |                 |                 |                 |                 |                 |                 |

8 січня 2025 року місто охопила масштабна лісова пожежа площею 27 000 акрів. Через нестачу води, обладнання та працівників пожежна частина Лос-Анджелеса була змушена почати евакуацію понад 30 000 жителів столичної області Лос-Анджелеса. У Малібу було зруйновано багато будинків, у тому числі більшість пляжних будинків у центральній частині міста. Від пожежі постраждали кілька будинків відомих знаменитостей, у тому числі Періс Гілтон.

## Демографія
Згідно з переписом 2010 року, у місті мешкало 12 645 осіб у 5267 домогосподарствах у складі 3196 родин. Густота населення становила 246 осіб/км².  Було 6864 помешкання (134/км²).
Расовий склад населення:
| - 91,5 % — білих - 2,6 % — азіатів - 1,2 % — чорних або афроамериканців - 0,2 % — корінних американців - 0,1 % — вихідців з тихоокеанських островів - 1,4 % — осіб інших рас |

До двох чи більше рас належало 3,1 %. Частка іспаномовних становила 6,1 % від усіх жителів.
За віковим діапазоном населення розподілялося таким чином: 18,7 % — особи молодші 18 років, 62,9 % — особи у віці 18—64 років, 18,4 % — особи у віці 65 років та старші. Медіана віку мешканця становила 47,8 року. На 100 осіб жіночої статі у місті припадало 100,6 чоловіків;  на 100 жінок у віці від 18 років та старших — 97,0 чоловіків також старших 18 років.
Середній дохід на одне домашнє господарство  становив 238 399 доларів США (медіана — 119 659), а середній дохід на одну сім'ю — 275 304 долари (медіана — 162 667). Медіана доходів становила 126 339 доларів для чоловіків та 71 369 доларів для жінок. За межею бідності перебувало 10,5 % осіб, у тому числі 9,5 % дітей у віці до 18 років та 6,9 % осіб у віці 65 років та старших.
Цивільне працевлаштоване населення становило 5918 осіб. Основні галузі зайнятості: освіта, охорона здоров'я та соціальна допомога — 19,6 %, науковці, спеціалісти, менеджери — 19,5 %, фінанси, страхування та нерухомість — 12,7 %, інформація — 11,7 %.